# Elia (escultura)
Elia és una escultura creada per Ingvar Cronhammar (1947–2021), situada a Herning, Dinamarca. Està formada per una gran cúpula esfèrica de la qual s'eleven quatre columnes que pugen. La cúpula per si mateixa té un diàmetre de 60 metres. Al bell mig de l'escultura se situa un gran tub, programat per disparar aleatòriament flamerades que poden arribar fins als 8 metres, durant un total de 25 segons. Aquests esclats aleatoris tenen la peculiaritat que es poden produir en qualsevol moment, en períodes d'uns dos mesos, sempre que no hi hagi massa vent o si hi ha gent massa a prop. L'obra es va inaugurar el setembre de 2001 i va costar 23 milions de corones daneses.

## Accidents
El 30 d'octubre de 2016, un home de 21 anys va morir en caure precipitat pel centre de l'escultura. 2 mesos més tard, el 29 de desembre de 2016, una dona va morir de la mateixa manera, suposadament en saltar voluntàriament a la cambra central. Aquests fets van portar a fer que a l'escultura s'instal·lés una xarxa de seguretat. Durant la instal·lació de la xarxa de seguretat, un instal·lador va caure uns metres avall i posteriorment va haver de ser traslladat a l'hospital en ambulància. El 23 de març de 2021, un home de 46 anys va morir en un dels quatre tubs d'acer mentre executava tasques de manteniment de l'escultura.

## Dimensions i materials
L'escultura té les següents dimensions i materials:
| Mesura                                  | Metres |
| --------------------------------------- | ------ |
| Diàmetre a nivell del sòl               | 60,00  |
| Alçada sobre el nivell del sòl (pilars) | 32,00  |
| Alçada a la plataforma superior         | 11,22  |
| Radi a la cúpula d'acer                 | 42,00  |
| Radi a la part inferior                 | 110,8  |
| Amplada de l'escala                     | 10,00  |
| Alçada dels esgraons                    | 0,34   |

| Materials               | Quantitat          |
| ----------------------- | ------------------ |
| Làmina d'acer           | 270 t              |
| Acer estructural        | 80 t               |
| Pilars d'acer           | 30 t               |
| Formigó                 | 250 m³             |
| Asfalt                  | 300 t              |
| Acer de reforç          | 15 t               |
| Volum de terra excavada | 7.000 m³           |
| Regulació del terreny   | 20.000 m³ de terra |

1. ↑  Lund Lysgaard, Alexandra. «Cronhammar om dødsulykke på Elia: Jeg begyndte at tude» (en danish). TV Midtvest, 30-10-2016. [Consulta: 31 gener 2017].
2. ↑  «Ung mand faldt i døden efter kapløb med vennerne» (en danish). Berlingske. [Consulta: 23 març 2021].
3. ↑  «Kvinde fundet livløs på bunden af Elia» (en danish). Herning Folkeblad. [Consulta: 23 març 2021].
4. ↑  «Nu bliver Elia sikret med et net» (en danish). TV Midtvest. [Consulta: 23 març 2021].
5. ↑  «46-årig mand død efter at være fanget i 30 meter høj gigantskulptur» (en danish). tv2, 24-03-2021.
6. ↑  «Behind Elia». [Consulta: 30 juliol 2018].